# Rundschuppen-Speerfisch
Der Rundschuppen-Speerfisch (Tetrapturus georgii) ist ein wenig erforschter Vertreter der Speerfische (Istiophoridae). Sein genaues Verbreitungsgebiet ist unbekannt. Sicher ist er nur von Fängen bei Madeira, Sizilien, aus der Straße von Gibraltar und aus dem benachbarten Atlantik vor der Küste des südlichen Portugal bestimmt worden. Wahrscheinlich bewohnt er ein großes Gebiet im östlichen und zentralen Nordatlantik zwischen 45°N und 20°N.

## Merkmale
Der Rundschuppen-Speerfisch ähnelt in seinem äußeren Erscheinungsbild dem Weißen Marlin (Kajikia albida), wird maximal 1,84 Meter lang, bleibt aber für gewöhnlich bei einer Länge von 1,5 Meter oder weniger. Das maximale veröffentlichte Gewicht liegt bei 23,5 kg. Der Körper ist langgestreckt, seitlich abgeflacht und an den Körperseiten mit hinten abgerundeten Schuppen bedeckt. Die Schuppen auf Rücken- und Bauchseite sind länglich und liegen dachziegelartig übereinander. Das Rostrum bildet einen schlanken, langen, im Querschnitt runden „Speer“. Beide Kiefer sowie der Gaumen sind mit kleinen Zähnen besetzt. Kiemenreusenstrahlen fehlen. Rechte und linke Branchiostegalmembranen sind völlig zusammengewachsen.
Von den beiden Rückenflossen ist die erste sehr lang und hat vorne eine hohe, abgerundete Spitze, die höher als die Körperhöhe des Fisches ist. Auch die Afterflosse ist vorne erhöht. Die zweite Rückenflosse ist klein und kurz und steht symmetrisch zur zweiten Afterflosse. Die Brustflossen sind lang und reichen bis hinter die Kurve der Seitenlinie. Die Bauchflossen werden beim schnellen Schwimmen an die Seiten angelegt. Tetrapturus georgii hat eine einzelne Seitenlinie. Sie verläuft kurvenförmig oberhalb der Brustflossenbasis und dann gerade bis zur Schwanzflossenbasis. Der Schwanzflossenstiel hat an den Seiten je zwei kräftige Kiele.
- Flossenformel: Dorsale 1: 43–48; Dorsale 2: 6–7; Anale 1: 14–16, Anale 2: 5–7; Pectorale: 19–20.

Der Anus liegt weit vor dem Beginn der ersten Afterflosse, der Abstand zwischen Anus und Afterflosse liegt zwischen der Höhe der Afterflosse und der Hälfte dieser Höhe. Die Anzahl der Wirbel liegt bei 24, davon sind 12 Rumpf- und 12 Schwanzwirbel. Tetrapturus georgii hat, im Unterschied zu anderen Speerfischen, einen ungefleckten Körper und eine ungefleckte erste Rückenflosse.

## Lebensweise
Lebensweise, Verbreitung, Biologie und Fortpflanzung von Tetrapturus georgii sind weitgehend unbekannt. Erst im Jahr 2025 wurden Beschreibungen von je einem genetisch verifiziertem Ei und einem Jungfisch veröffentlicht, die von deutschen Forschern mit einem Planktonnetz in der Sargassosee gefunden wurden.

## Systematik
Der Rundschuppen-Speerfisch ähnelt stark dem Weißen Marlin, z. B. in seinem hohen Nacken und dem hohen, breit abgerundeten vorderen Teil von Rücken- und Afterflosse. Es wurde diskutiert, ob es sich bei den bekannten Tetrapturus georgii-Exemplaren um Hybriden zwischen verschiedenen Speerfischarten handeln könnte. Die Vermutung wurde aber wieder verworfen. Ob es sich bei Tetrapturus georgii um eine gültige Art handelt, müssen weitere Forschungen ergeben.